# Голяма ирисова пеперуда
Голяма ирисова пеперуда, наричана още Ирисова апатура (Apatura iris), е вид пеперуда, срещаща се и в България.

## Описание
Крилете ѝ са с размери 7,0 – 9,2 cm и притежават по едно характерно „око“ представляващо защитна окраска, предназначена да плаши хищниците. На предните криле то е отдолу, а на задните – отгоре. Те са с назъбени краища. Отгоре са със син основен оттенък, а отдолу са лешниковокафяви.
- Голяма ирисова пеперуда
- △ Голяма ирисова пеперуда

## Разпространение
Разпространена е в умерено климатичната зона на Евразия.

## Начин на живот и хранене
Пеперудата е горски вид обитаващ райони от 600 до около 1700 м. н.в. Основно хранително растение за гъсениците са растения от род Salix.